# نيت وداغ
نيت وداغ (NATT&DAG (N&D هي صحيفة مجانية نرويجية تمولها الإعلانات تصدر عشر مرات في السنة بأربعة أنواع محلية مختلفة في أوسلو وبيرغن وتروندهايم وستافانغر / ساندنس. تغطي المجلة الأفلام والموسيقى والفن والأدب والحياة الليلية والفنون الأدائية والأزياء والنسيج الاجتماعي.
في عام 2008، كانت الصحيفة قبل إفلاسها تضم 140000 قارئًا تقريبًا. و 145000 قارئا لكل إصدار في عام 2011.[بحاجة لمصدر]